# タイ国鉄GEA型ディーゼル機関車

タイ国鉄GEA型ディーゼル機関車（タイこくてつGEAがたディーゼルきかんしゃ）は、1995年に製造されたタイ国有鉄道の電気式ディーゼル機関車である。その車番から4500形（2次車）と呼ばれる場合もある。

## 導入の経緯
1990年代初頭のタイ国鉄では、ALS型をはじめとするALS系やGE型といった電気式大型ディーゼル機関車が主力として活躍していた。これらを拡充すべく、従来機の高い性能をさらに上回る新鋭機として1991年にHID型と同時に発注されたのが本形式である。そのためHID型と同等の性能を持つが、出力はHID型の2,830馬力に対して本形式は2,500馬力となっており、わずかではあるが本形式の方が出力が低い。

## 車両

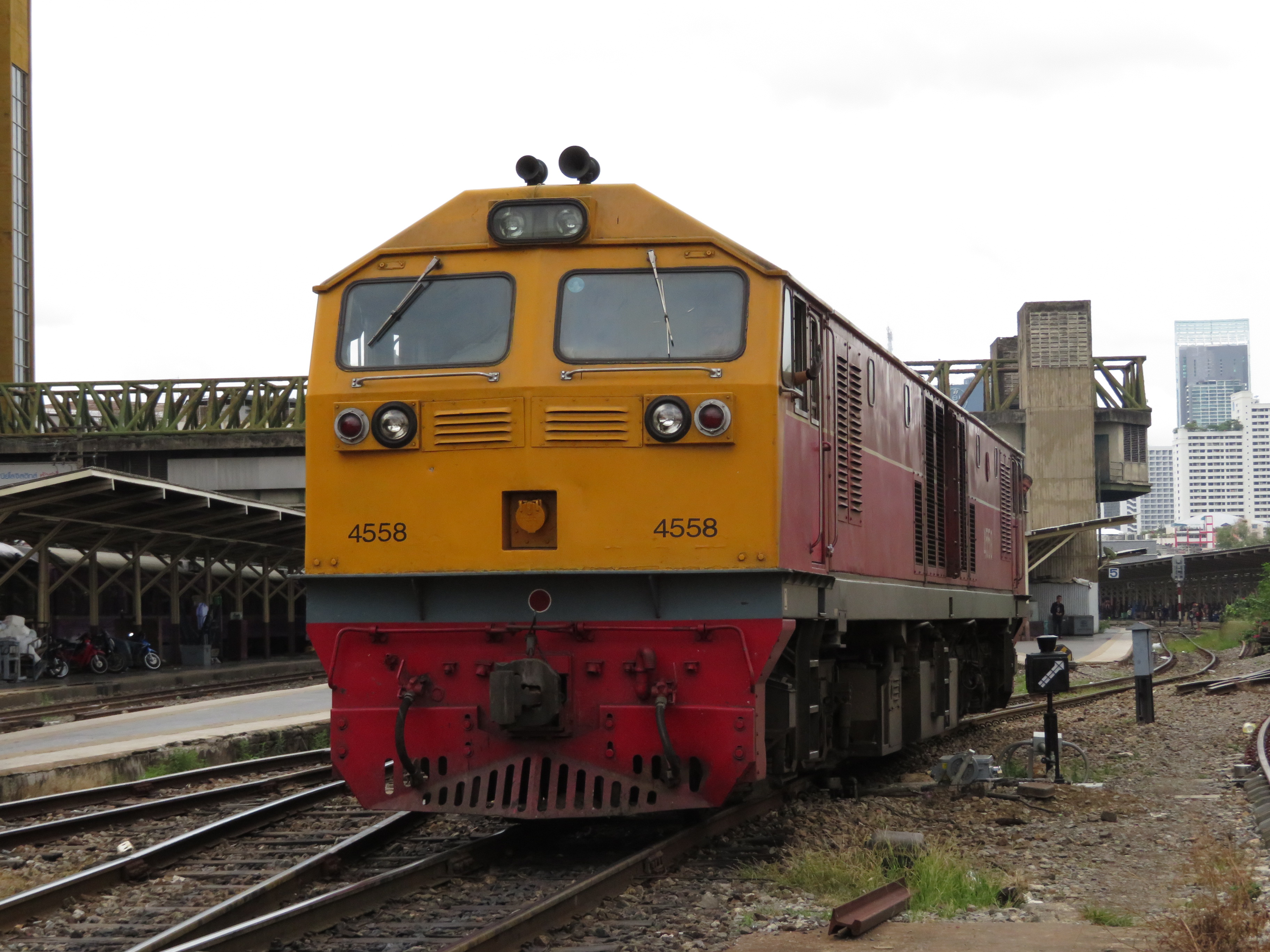
旧塗装の4558号機

1995年にゼネラル・エレクトリックにて38両（4523 - 4560）が製造された。メーカーでの型式名は CM22-7i である。タイ国鉄の本線用機関車では他に例がない台形の屋根が特徴的な箱型の車体をしている。窓下に前照灯及び尾灯が設置、また前照灯は窓上にも設置されている他、さらにその上の屋根にはタイフォンが外付けされている。近年ではライトがLED化された車両も現れている。また、一部の車両には屋根上に運転室用のクーラーが設置されている。
塗装は、2020年現在前面が黄色一色で側面が濃淡2色の赤色、裾部に灰色の帯を巻いた「旧塗装」と、オレンジ色を基調として、赤色、えんじ色や、銀色及び黒色の細帯などがアクセントとして入る複雑な塗装の「新塗装」が存在する。しかし、近年旧塗装に塗りなおされた車両が出現しており、今後は旧塗装と新塗装の両方が維持されるか、あるいは旧塗装に再統一されるものと思われる。なお新塗装の車両は、車体前面下部に"ร.ฟ.ท."の黒いロゴの有無や、前面帯の傾斜の角度など、様々なバリエーションが存在する。

## 運用
導入当初は、出力がHID型に比べ若干劣ることから花形特急列車ではなく、快速列車や急行列車などの牽引に回されていた。2020年現在でも、HID型は中国中車製新型客車に合わせた塗装が施されている車両があるのに対しGEA型は一般塗装しかないことから、使用方の方針は変わっていないと考えられる。しかし、一部では特急列車の牽引を担当しており、その一方で南本線のローカル列車や貨物列車を牽引することもあり、実際にはオールマイティーに活躍している。